# 20107 Nanyotenmondai
20107 Nanyotenmondai là một tiểu hành tinh vành đai chính với chu kỳ quỹ đạo là 1420.2337547 ngày (3.89 năm).
Nó được phát hiện ngày 28 tháng 8 năm 1995.